# Vlissingen (stacja kolejowa)
Vlissingen (ned: Station Vlissingen) – stacja kolejowa w Vlissingen, w prowincji Zelandia, w Holandii. Znajduje się na linii Roosendaal - Vlissingen. Położona na wschód od miasta Vlissingen, w porcie promowym na Westerschelde. Jest to stacja czołowa, będąca końcem linii z Roosendaal.
Stacja została w znacznym stopniu zniszczona w czasie II wojny światowej. Nowa stacja została wybudowana w 1950 roku, zaprojektowana przez Sybolda van Ravesteyn, wykorzystując części budynku z XIX w, takich jak perony.
Usługi kolejowe są obsługiwane przez Nederlandse Spoorwegen, a autobusowe przez Connexxion.

## Linie kolejowe
- Roosendaal - Vlissingen

## Połączenia
Stacja jest obsługiwana przez następujące pociągi:
- 2 razy na godzinę pociąg InterCity Lelystad - Almere - Amsterdam - Schiphol - Haga - Rotterdam - Dordrecht - Roosendaal - Vlissingen.

## Galeria

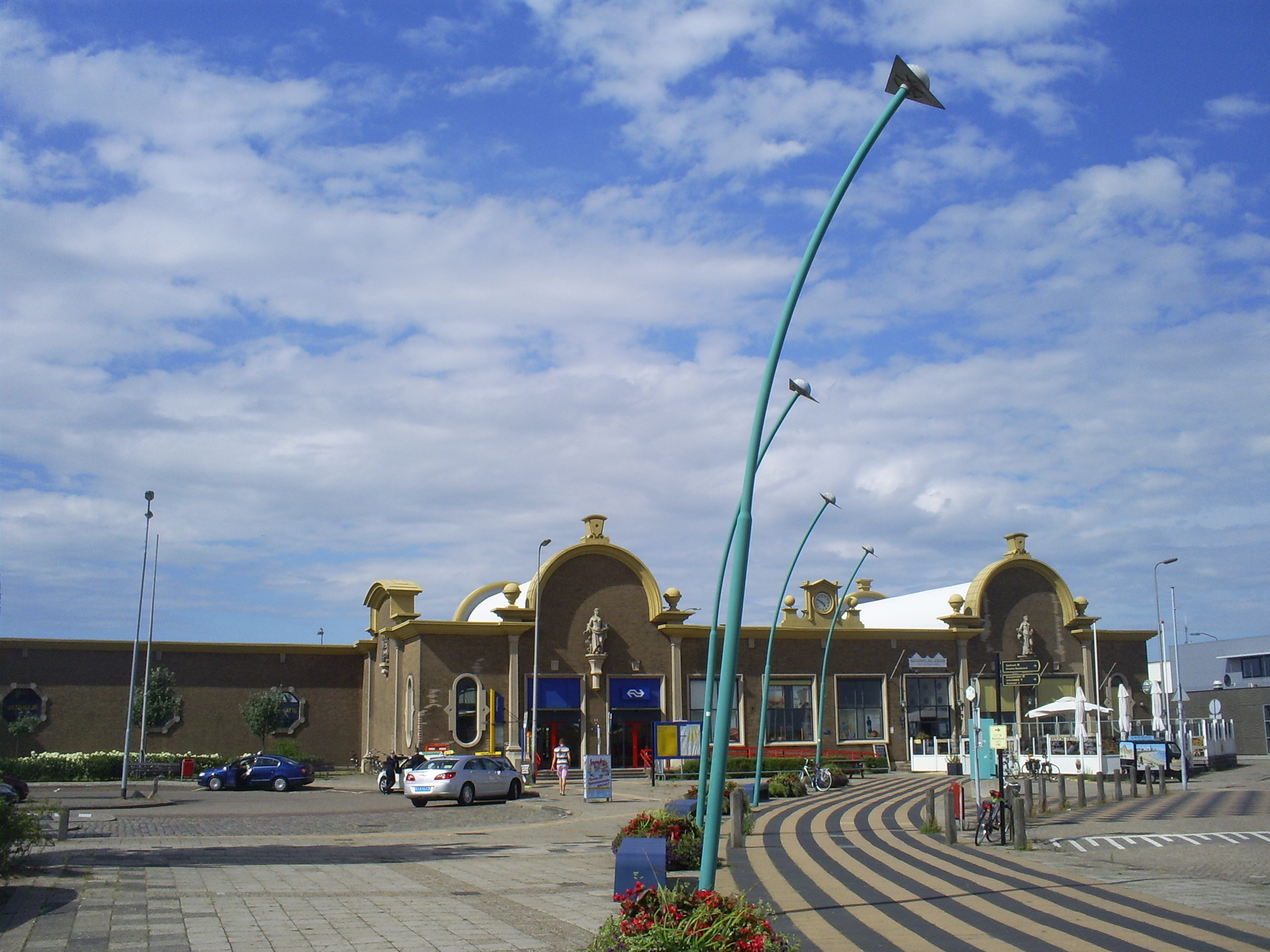
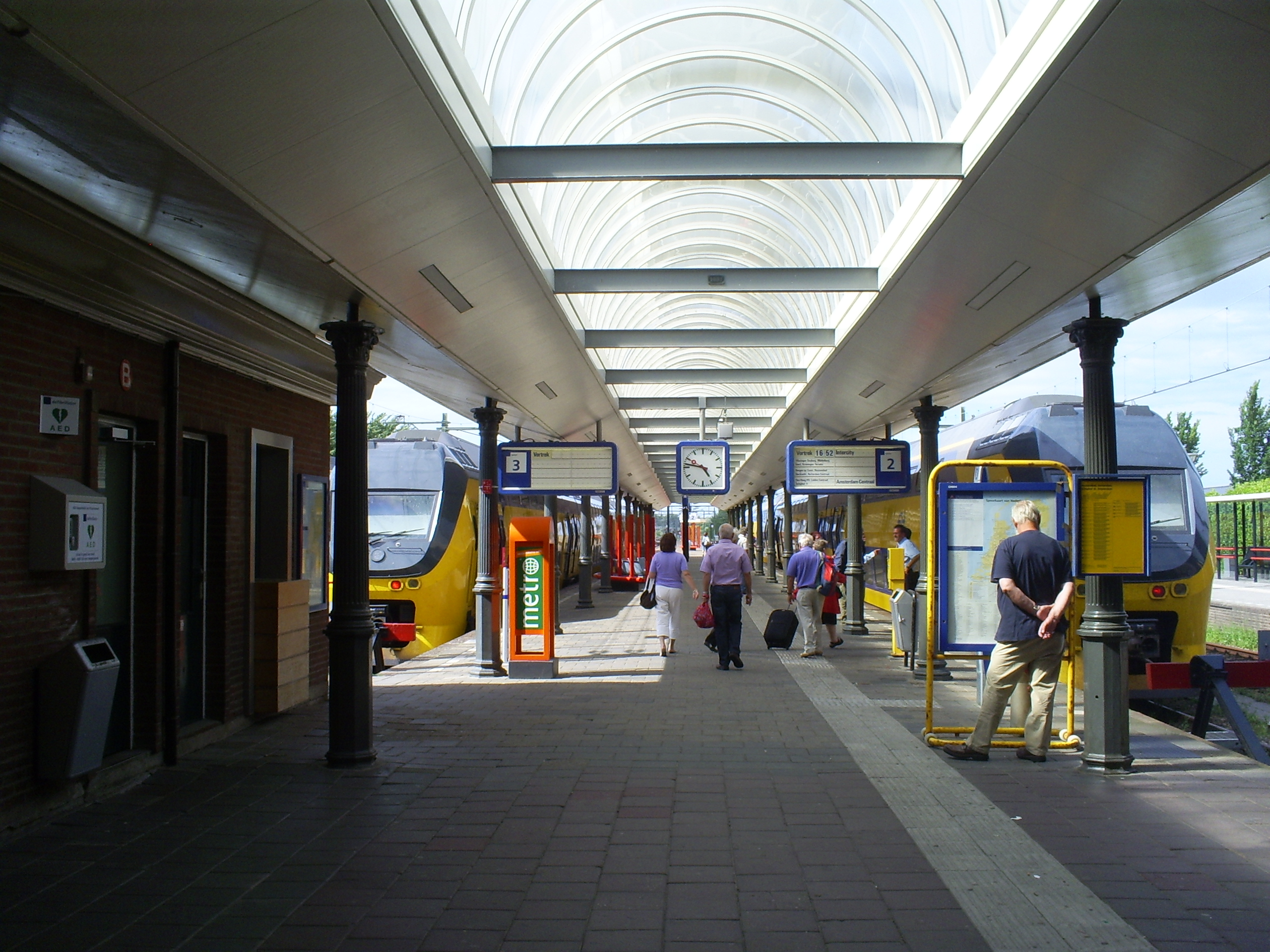
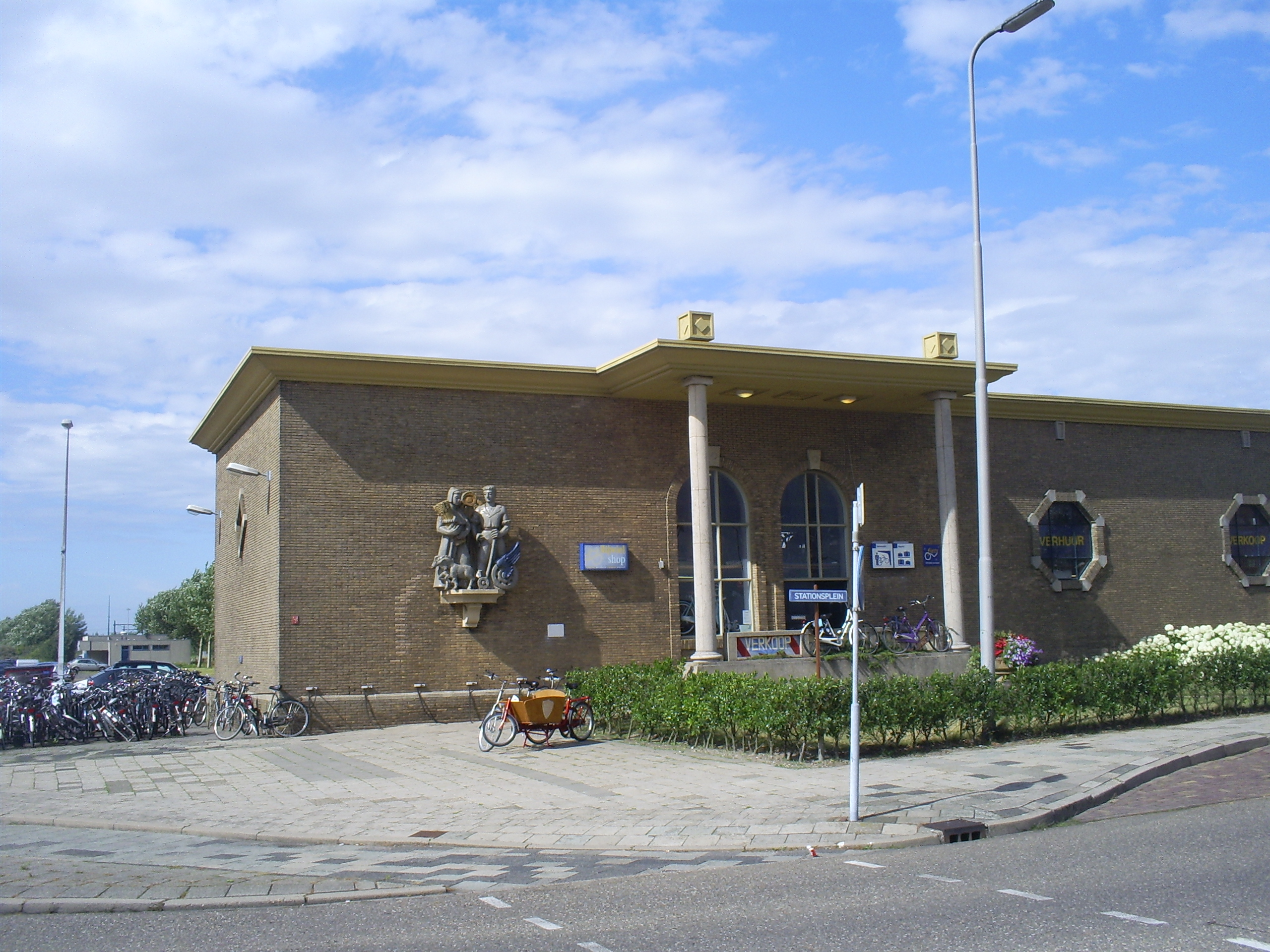
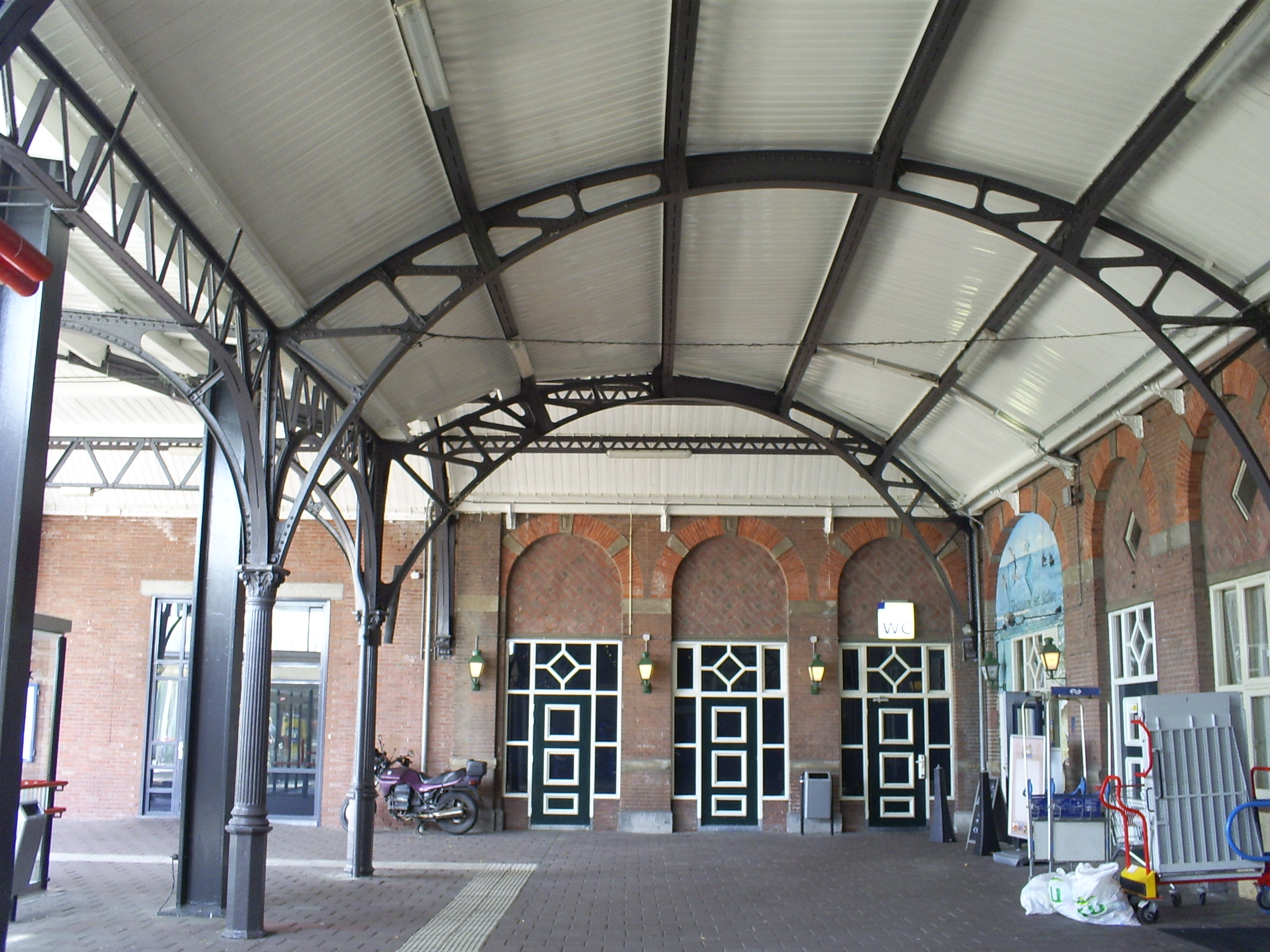
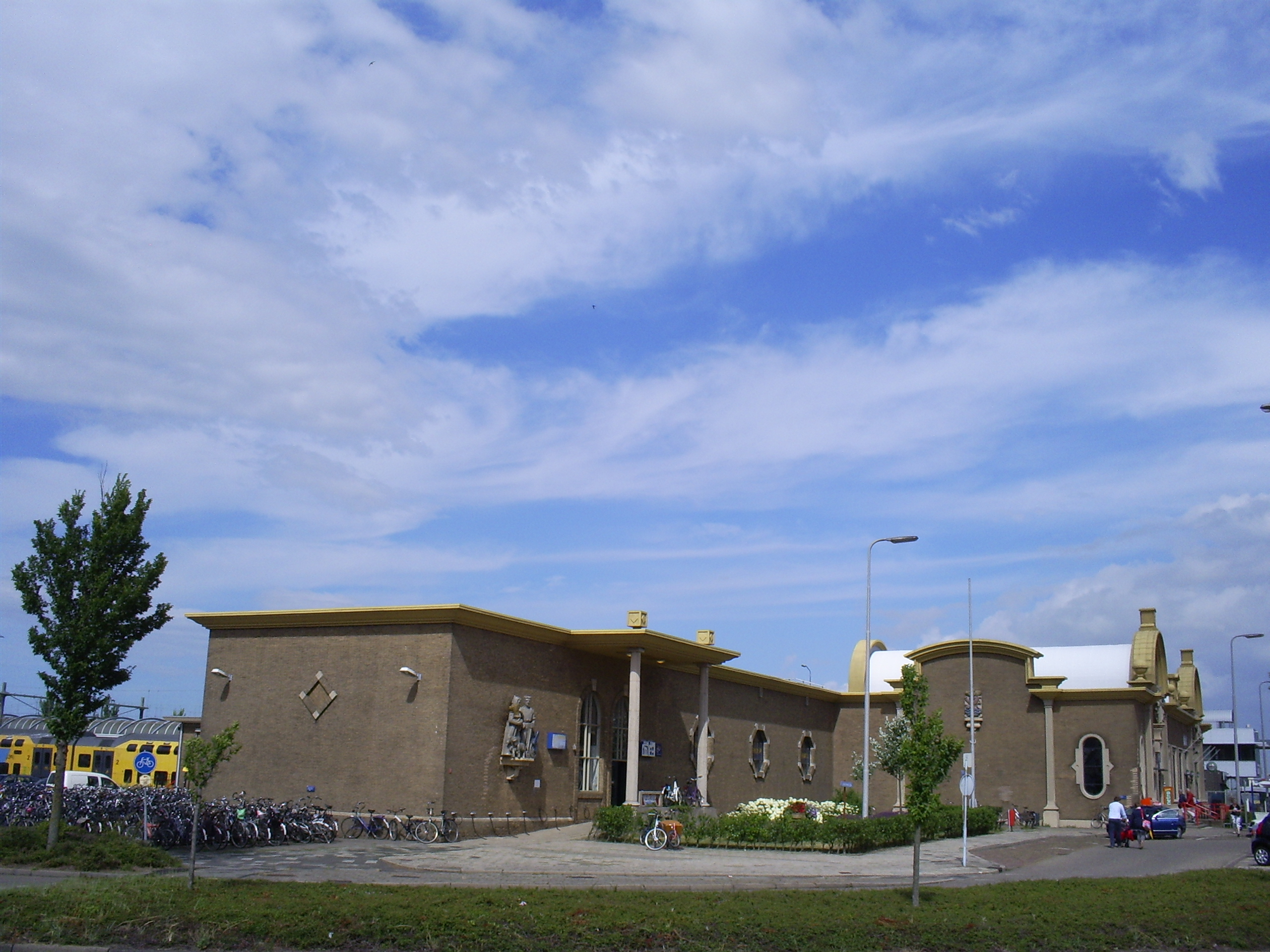
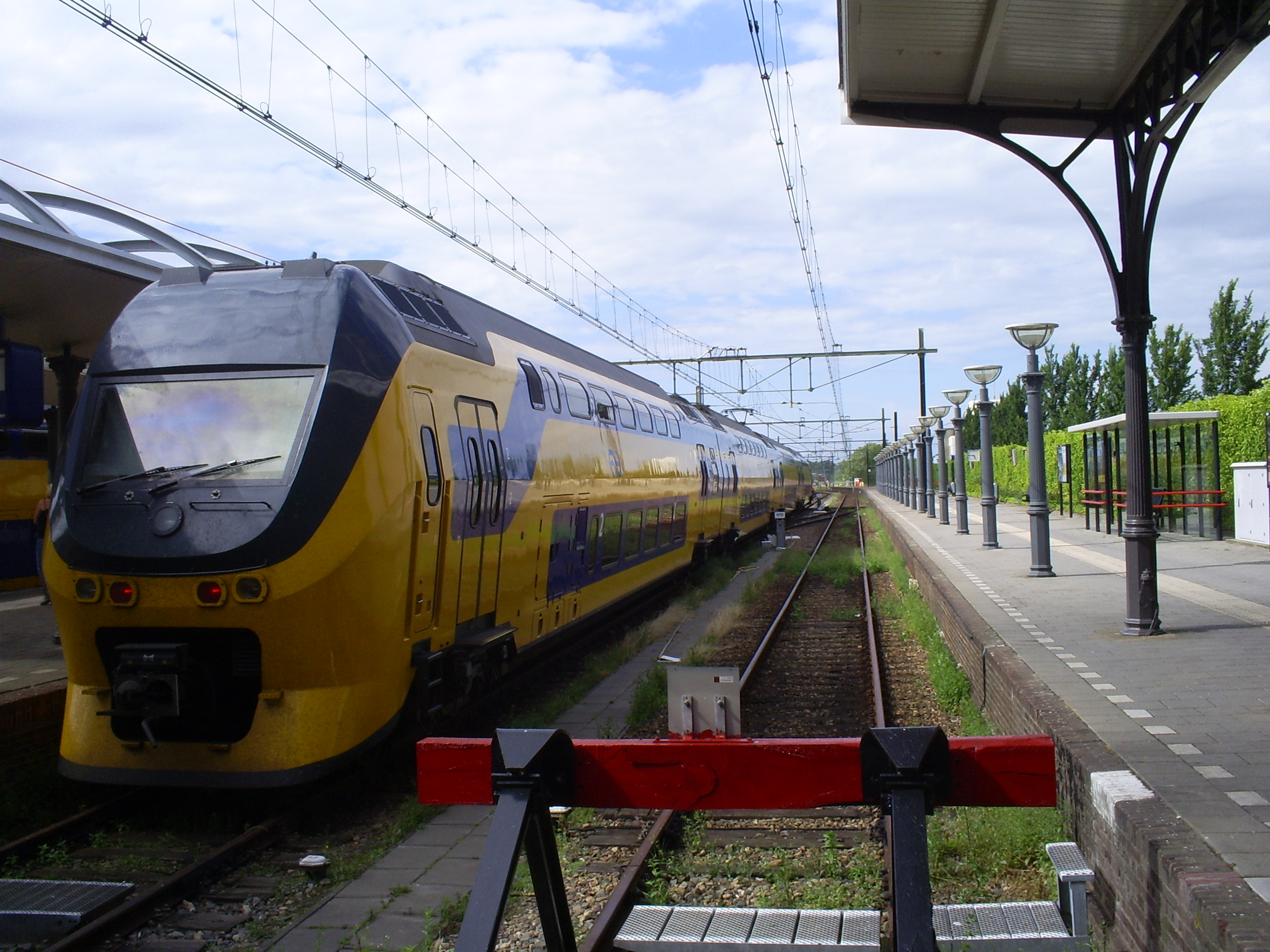
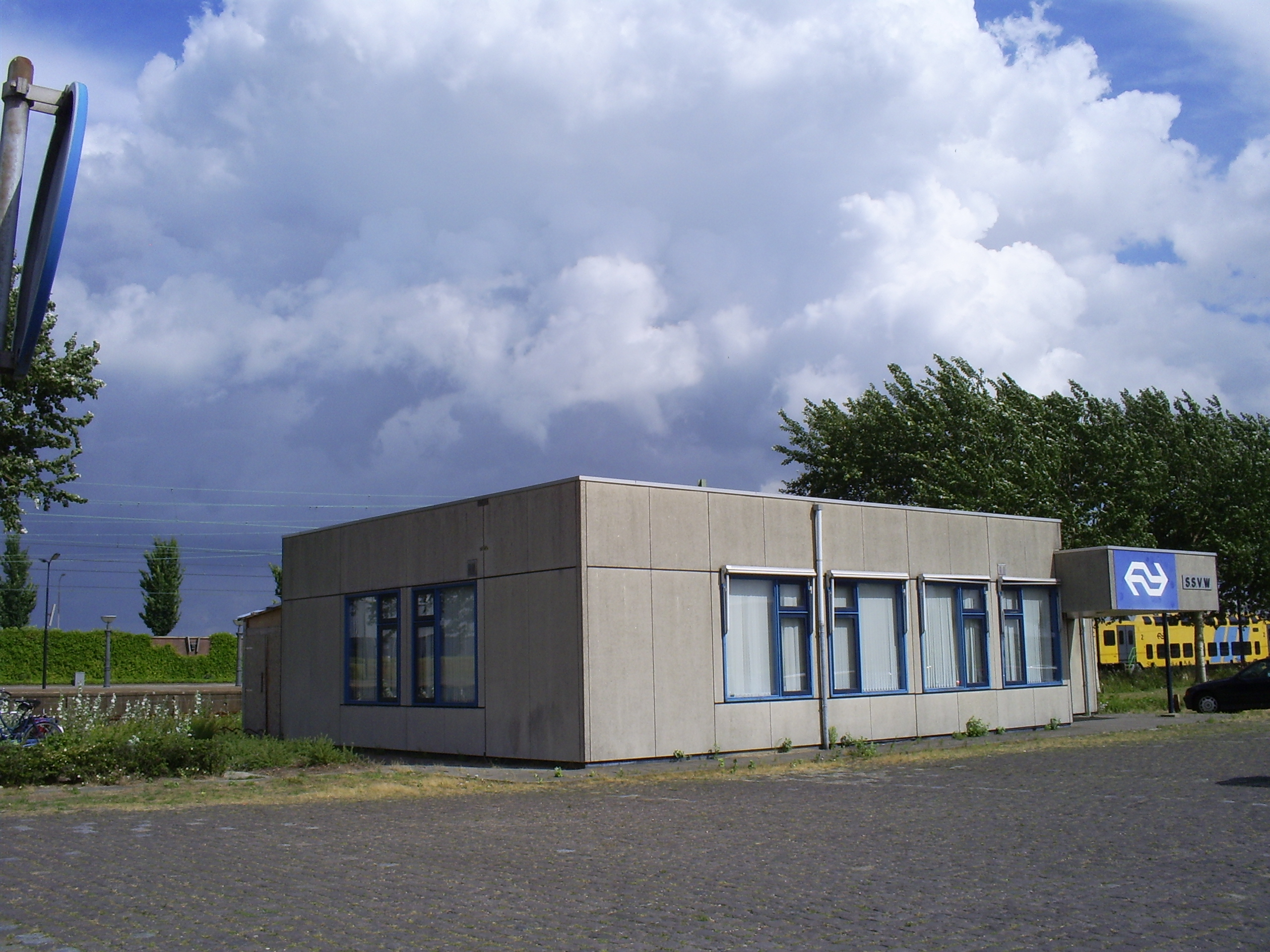